# Jarrad Branthwaite
Jarrad Branthwaite (Carlisle, 27 giugno 2002) è un calciatore inglese, difensore dell'Everton.

## Caratteristiche tecniche
Difensore centrale mancino, ben strutturato fisicamente, spicca per la forza fisica nei duelli e nei colpi di testa. Bravo in marcatura e difficile da superare nell'1 vs 1.

## Carriera

### Club
Giovanili, Everton e vari prestiti
Cresciuto nel settore giovanile del Carlisle Utd, ha esordito in prima squadra il 24 settembre 2019 disputando l'incontro di English Football League Trophy perso 2-4 contro il Wolverhampton Under-21. Nella medesima stagione gioca poi 9 partite nella quarta divisione inglese per poi trasferirsi a stagione in corso all'Everton, club di massima serie, con cui gioca 4 partite di campionato. Nella stagione 2020-2021, non trovando spazio nelle Toffees (gioca infatti solamente una partita in Coppa di Lega, giocando invece regolarmente nella formazione Under-23), viene ceduto in prestito al Blackburn Rovers, con cui gioca 10 partite nella seconda divisione inglese. Nella stagione 2021-2022 gioca nuovamente in massima serie all'Everton, con cui il 16 dicembre 2021, alla sua prima presenza ufficiale in stagione, realizza la rete del definitivo 1-1 nella partita di campionato giocata sul campo del Chelsea.
Il 17 luglio 2022 viene ceduto in prestito al PSV. Il passaggio in Olanda gli permette di mettersi in mostra e crescere in un campionato interessante come l'eredivisie, realizza anche 2 reti e colleziona 27 presenze.
Rientro all'Everton
La stagione 2023-2024 chiude il cerchio con il ritorno del difensore inglese all'Everton, resta in rosa e riesce a trovare spazio da titolare.Il 24 Aprile 2024 segna un goal nel successo dell'Everton contro i rivali del Liverpool per 2-0. La sua stagione è positiva, segna 3 reti, consolida la difesa riuscendo a contribuire alla salvezza del club e rivelandosi così tra i profili giovani più interessanti in Premier League.

### Nazionale
Nel 2021 ha giocato una partita con la nazionale inglese Under-20.
Il 14 marzo 2024 viene convocato per la prima volta in nazionale maggiore. Il 3 giugno seguente esordisce con la massima selezione inglese nell'amichevole vinta 3-0 contro la Bosnia ed Erzegovina.

## Statistiche

### Presenze e reti nei club
Statistiche aggiornate al 24 aprile 2024.
| Stagione            | Squadra             | Campionato          | Campionato | Campionato | Coppe nazionali | Coppe nazionali | Coppe nazionali | Coppe continentali | Coppe continentali | Coppe continentali | Altre coppe | Altre coppe | Altre coppe | Totale | Totale |
| Stagione            | Squadra             | Comp                | Pres       | Reti       | Comp            | Pres            | Reti            | Comp               | Pres               | Reti               | Comp        | Pres        | Reti        | Pres   | Reti   |
| ------------------- | ------------------- | ------------------- | ---------- | ---------- | --------------- | --------------- | --------------- | ------------------ | ------------------ | ------------------ | ----------- | ----------- | ----------- | ------ | ------ |
| 2018-2019           | Carlisle Utd        | FL2                 | 0          | 0          | FACup+CdL       | 0               | 0               | -                  | -                  | -                  | FLT         | 0           | 0           | 0      | 0      |
| 2019-gen. 2020      | Carlisle Utd        | FL2                 | 9          | 0          | FACup+CdL       | 2+0             | 0               | -                  | -                  | -                  | FLT         | 3           | 1           | 14     | 1      |
| Totale Carlisle Utd | Totale Carlisle Utd | Totale Carlisle Utd | 9          | 0          |                 | 2               | 0               |                    | -                  | -                  |             | 3           | 1           | 14     | 1      |
| gen.-giu. 2020      | Everton             | PL                  | 4          | 0          | FACup+CdL       | -               | -               | -                  | -                  | -                  | -           | -           | -           | 4      | 0      |
| 2020-gen. 2021      | Everton             | PL                  | 0          | 0          | FACup+CdL       | 0+1             | 0               | -                  | -                  | -                  | -           | -           | -           | 1      | 0      |
| gen.-giu. 2021      | Blackburn Rovers    | FLC                 | 10         | 0          | FACup+CdL       | -               | -               | -                  | -                  | -                  | -           | -           | -           | 10     | 0      |
| 2021-2022           | Everton             | PL                  | 6          | 1          | FACup+CdL       | 1+1             | 0               | -                  | -                  | -                  | -           | -           | -           | 8      | 1      |
| 2022-2023           | PSV                 | ED                  | 27         | 2          | CO              | 4               | 2               | UCL+UEL            | 2+3                | 0                  | SO          | 1           | 0           | 37     | 4      |
| 2023-2024           | Everton             | PL                  | 31         | 3          | FACup+CdL       | 3+3             | 0               | -                  | -                  | -                  | -           | -           | -           | 37     | 3      |
| Totale Everton      | Totale Everton      | Totale Everton      | 41         | 4          |                 | 9               | 0               |                    | -                  | -                  |             | -           | -           | 50     | 4      |
| Totale carriera     | Totale carriera     | Totale carriera     | 87         | 6          |                 | 15              | 2               |                    | 5                  | 0                  |             | 4           | 1           | 111    | 9      |

### Cronologia presenze e reti in nazionale
| Cronologia completa delle presenze e delle reti in nazionale ― Inghilterra | Cronologia completa delle presenze e delle reti in nazionale ― Inghilterra | Cronologia completa delle presenze e delle reti in nazionale ― Inghilterra | Cronologia completa delle presenze e delle reti in nazionale ― Inghilterra | Cronologia completa delle presenze e delle reti in nazionale ― Inghilterra | Cronologia completa delle presenze e delle reti in nazionale ― Inghilterra | Cronologia completa delle presenze e delle reti in nazionale ― Inghilterra | Cronologia completa delle presenze e delle reti in nazionale ― Inghilterra |
| Data                                                                       | Città                                                                      | In casa                                                                    | Risultato                                                                  | Ospiti                                                                     | Competizione                                                               | Reti                                                                       | Note                                                                       |
| -------------------------------------------------------------------------- | -------------------------------------------------------------------------- | -------------------------------------------------------------------------- | -------------------------------------------------------------------------- | -------------------------------------------------------------------------- | -------------------------------------------------------------------------- | -------------------------------------------------------------------------- | -------------------------------------------------------------------------- |
| 3-6-2024                                                                   | Newcastle upon Tyne                                                        | Inghilterra                                                                | 3 – 0                                                                      | Bosnia ed Erzegovina                                                       | Amichevole                                                                 | -                                                                          | 62’ 78’                                                                    |
| Totale                                                                     |                                                                            | Presenze                                                                   | 1                                                                          |                                                                            | Reti                                                                       | 0                                                                          |                                                                            |

## Palmarès

### Club

#### Competizioni nazionali
- Coppa dei Paesi Bassi: 1

PSV: 2022-2023

### Nazionale
- Campionato d'Europa Under-21: 1

Romania-Georgia 2023